# Heszberger Diána
Heszberger Diána (Budapest, 1986. június 22. –) labdarúgó, hátvéd.

## Pályafutása
2002-ben az MTK csapatában kezdte a labdarúgást. A 2005–06-os idényben az Angyalföldi SI együttesében mutatkozott be az élvonalban. 2006 és 2008 között ismét az MTK játékosa volt, ahol a 2006–07-es és 2007–08-as idényben tagja volt a bajnoki bronzérmes csapatnak. 2008 és 2011 között a Hegyvidék SE csapatában szerepelt.

## Sikerei, díjai
- Magyar bajnokság
  - 3.: 2006–07, 2007–08
- Magyar kupa
  - döntős: 2008[1]